# سجين

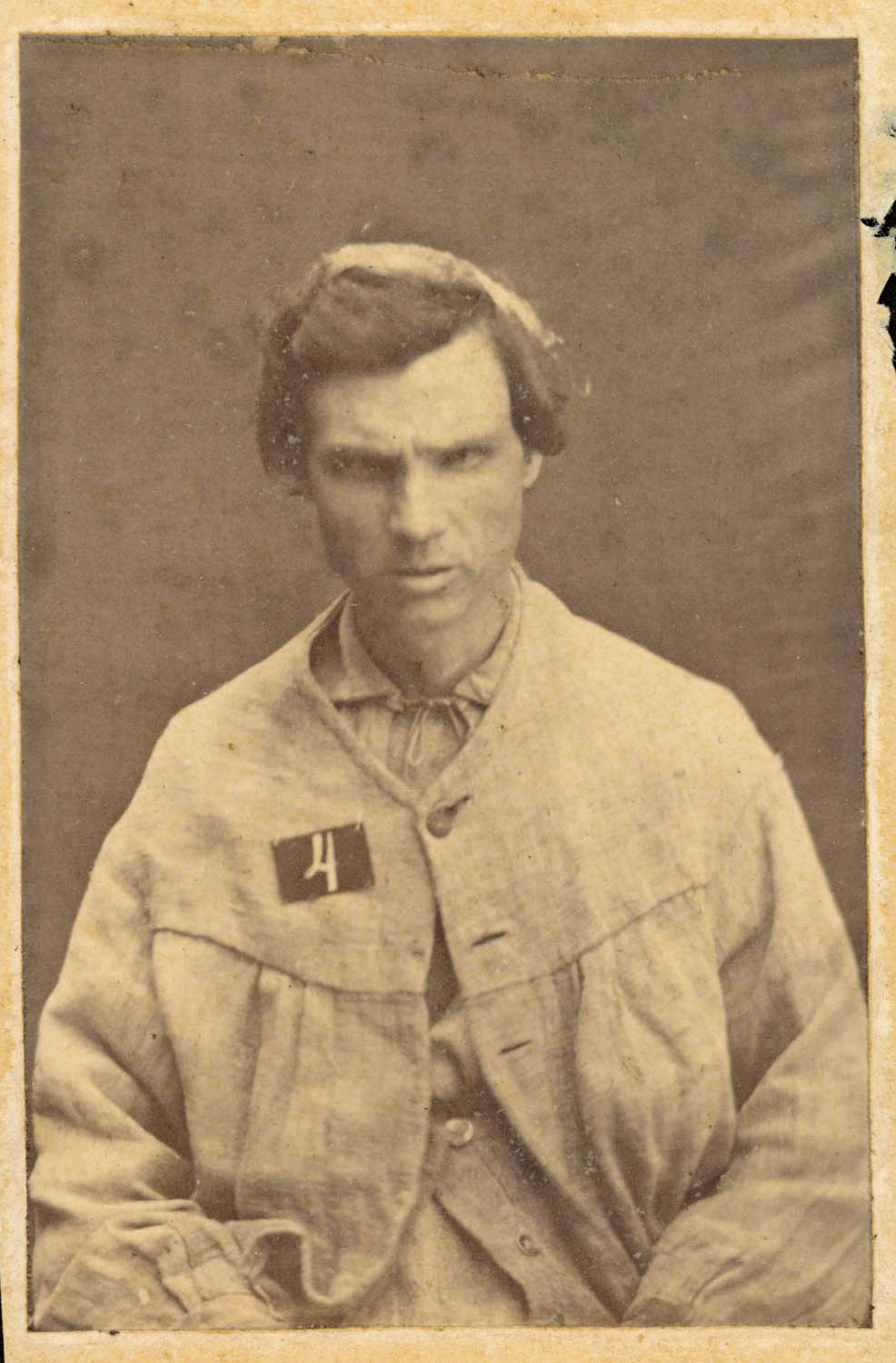
سجين في عام 1861.

السجين، كما يطلق عليه النزيل، هو كل شخص حرم من حريته ضد إرادته. ويمكن أن يكون بسبب الحبس، الأسر أو عن طريق ضبط النفس القسري. وهذا المصطلح ينطبق خصيصا للموقوفين في محاكمة أو يقضون عقوبة السجن.

## لمحة تاريخية
الآثار النفسية التي تتعرض لها أسرة السجين.
من الطبيعي أن عقوبة السجن توقع على جاني فقط، لكن الآثار المترتبة على هذه العقوبة تمتد إلى جميع أفراد أسرته، خاصة إذا كان السجين هو العائل الوحيد لهذه الأسرة، وتتنوع الآثار السلبية التي تتعرض لها أسرة السجين حسب بناء الأسرة، إلا أن تلك الآثار تحدث خللا بارزا في بناء ووظيفة تلك الأسر، وقد يؤدي هذا الخلل إلى حدوث تفكك في تلك الأسر وتغير في وظائفها نحو الأسوء .
ولأن الحاجة المادية الملحة لأسرة السجين تظهر نتيجة انقطاع السجين عن عمله الذي كان المصدر الرئيس في تمويل الأسرة، وما يترتب على عقوبة السجن من فصله من عمله، فماذا يمكن أن يقدم هذا العائل البديل لأسرة تمر بظروف اجتماعية ونفسية والأهم من هذا كله أنها تمر بظروف مادية قاسية .
وتؤدي التغييرات الطارئة التي تلحق بأسرة السجين نتيجة إيداعه بالسجن إلى حدوث الاختلال الواضح في بنائها ووظائفها، ويترتب على هذا الاختلال ظهور حاجات جديدة ربما لم تكن موجودة من قبل ناهيك عن الحاجات الضرورية التي تعجز الأسرة عن تلبيتها كما كان الحال سابقا ويؤدي عدم إشباعها إلى الإحساس بحالات من الحرمان، ويتطور استمرار الحاجة والإحساس بالحرمان إلى الإحساس بوجود العديد من المشكلات التي تواجهها الأسرة نتيجة غياب عائلها، وتؤكد الدراسات أن العديد من تلك المشكلات سيستمر مع الأسرة حتى بعد الإفراج عن السجين لفترة طويلة .
ويمكن تحديد المشكلات التي تعترض أسرة السجين فيما يلي :

### المشكلات الاقتصادية
يؤدي سجن عائل الأسرة إلى حدوث خلل في الموارد الاقتصادية للأسرة، وبالتالي يحدث تغير واضح في الظروف المعيشية للأسرة وكبت لعدد من الدوافع الشخصية لكل فرد من أفراد الأسرة، وبالتالي فإن عدم إشباع هذه الدوافع ستؤدي ربما لخروج المرأة للعمل أو امتهان التسول، أو حتى تشغيل الأطفال ممن هم دون سن العمل، والمشكلة أن الزوجة أو حتى الأطفال قد لا يتقنون حرف ذات قيمة وقد لا يكون لديهم المهارات اللازمة للممارسة ما قد يكلفون به من مهام وبالتالي فإن الأجور التي سيتقاضونها ستكون غير مجزية وربما لا تسد الاحتياجات الفعلية للأسرة .

### المشكلات الصحية
يترتب على سجن عائل الأسرة إلى ظهور العديد من المشكلات الصحية في الأسرة، فمثلا يترتب على انخفاض مستوى المعيشة للأسرة حدوث أمراض عديدة نتيجة سوء أو نقص التغذية، كما يترتب على سجن عائل الأسرة عدم وجود شخص يهتم بأفراد الأسرة ومراجعة العيادات الطبية المختصة للحصول على الأدوية اللازمة لاستئصال الأمراض التي قد يصاب بها أي من أفراد الأسرة قبل استفحالها .

### المشكلات الأخلاقية
يؤدي نقص الموارد الاقتصادية للأسرة وغياب الأب الذي يمثل سلطة الرقابة على أفراد أسرته إلى حدوث عدد من السلوكيات غير الأخلاقية، خاصة في أوساط المراهقين من الأولاد والبنات في الأسرة، وتتمثل المشكلات الأخلاقية التي قد تظهر في أسرة السجين في اختلال النظر إلى القيم الأخلاقية والفضائل الاجتماعية وفقدان بعض القيم والمثل العليا لدى أحد أو بعض أو جميع أفراد الأسرة وبمستويات متفاوتة، لا كنها قد تؤدي بهم إلى الجريمة والانحراف .المشكلات النفسية:تعد الأسرة المكان الأمن الذي يشعر فيه الفرد بذاته وبحبه للآخرين وبحب الآخرين له، ولا يمكن أن يتحقق هذا الشعور إلا في إطار أسرة متكاملة ومستقرة، ويؤدي الحرمان من تلك الاحتياجات النفسية اللازمة إلى الشعور بالعزلة واحتقار الذات والحقد على المجتمع، وقد يؤدي ذلك إلى حدوث اضطرابات سلوكية وأمراض نفسية لكل واحد من أفراد الأسرة، ويؤدي عدم التغلب على تلك المشكلات إلى تضخم آثارها، ويصبح الفرد منهم بعدئذ أكثر عرضة للجريمة والانحراف.

## قراءة إضافية
- Grassian, S. (1983). Psychopathological effects of solitary confinement. American Journal of Psychiatry, 140(11).
- Grassian, S., & Friedman, N. (1986). Effects of sensory deprivation in psychiatric seclusion and solitary confinement. International Journal of Law and Psychiatry, 8(1).
- Haney, C. (1993). “Infamous punishment”: The psychological consequences of isolation. National Prison Project Journal, 8(2).

## وصلات خارجية
- Human Rights Watch on Detainees
- ACLU on Detainees
- Victorian Prisoners' Photograph Albums from Wandsworth prison on The National Archives' website.
- Inside Prison- inside prison life, prison stories, prison conditions